# Hắc Sơn
Hắc Sơn (giản thể: 黑山县; phồn thể: 黑山縣; bính âm: Hēishān Xiàn, âm Hán Việt: Hắc Sơn huyện) là một huyện trực thuộc địa cấp thị Cẩm Châu, tỉnh Liêu Ninh, Trung Quốc. Huyện Hắc Sơn có diện tích 2.515 km², dân số năm 2020 là 451.206 người. Huyện này có mã số bưu chính là 121400, mã vùng là 0416. Huyện lỵ tại số 189, đường Trung Đại Trung của trấn Hắc Sơn.

## Phân chia hành chính
Huyện Hắc Sơn được chia ra thành 17 trấn, 6 hương, 2 hương dân tộc. Các đơn vị này lại được chia thành 51 ủy ban xã khu cư, 417 ủy ban thôn.
- Trấn: Tân Lập Truân, Hắc Sơn, Bát Đạo Hào, Tiểu Đông, Đại Hổ Sơn, Vô Lương Điện, Bạch Hán Môn, Bán La Môn, Tứ Gia Tử, Phương Sơn, Lê Gia, Hồ Gia, Khương Truân, Nhiêu Dương Hà, Thường Hưng, Tân Hưng.
- Hương: Đại Hưng, Lục Hợp, Thái Hòa, Anh Thành Tử, Đoạn Gia, Tiết Truân.
- Hương dân tộc Mãn: Ti Truân, Trấn An.

## Khí hậu
| Dữ liệu khí hậu của Heishan (1991–2020 normals, extremes 1971–2000) | Dữ liệu khí hậu của Heishan (1991–2020 normals, extremes 1971–2000) | Dữ liệu khí hậu của Heishan (1991–2020 normals, extremes 1971–2000) | Dữ liệu khí hậu của Heishan (1991–2020 normals, extremes 1971–2000) | Dữ liệu khí hậu của Heishan (1991–2020 normals, extremes 1971–2000) | Dữ liệu khí hậu của Heishan (1991–2020 normals, extremes 1971–2000) | Dữ liệu khí hậu của Heishan (1991–2020 normals, extremes 1971–2000) | Dữ liệu khí hậu của Heishan (1991–2020 normals, extremes 1971–2000) | Dữ liệu khí hậu của Heishan (1991–2020 normals, extremes 1971–2000) | Dữ liệu khí hậu của Heishan (1991–2020 normals, extremes 1971–2000) | Dữ liệu khí hậu của Heishan (1991–2020 normals, extremes 1971–2000) | Dữ liệu khí hậu của Heishan (1991–2020 normals, extremes 1971–2000) | Dữ liệu khí hậu của Heishan (1991–2020 normals, extremes 1971–2000) | Dữ liệu khí hậu của Heishan (1991–2020 normals, extremes 1971–2000) |
| Tháng                                                               | 1                                                                   | 2                                                                   | 3                                                                   | 4                                                                   | 5                                                                   | 6                                                                   | 7                                                                   | 8                                                                   | 9                                                                   | 10                                                                  | 11                                                                  | 12                                                                  | Năm                                                                 |
| ------------------------------------------------------------------- | ------------------------------------------------------------------- | ------------------------------------------------------------------- | ------------------------------------------------------------------- | ------------------------------------------------------------------- | ------------------------------------------------------------------- | ------------------------------------------------------------------- | ------------------------------------------------------------------- | ------------------------------------------------------------------- | ------------------------------------------------------------------- | ------------------------------------------------------------------- | ------------------------------------------------------------------- | ------------------------------------------------------------------- | ------------------------------------------------------------------- |
| Cao kỉ lục °C (°F)                                                  | 8.3 (46.9)                                                          | 14.7 (58.5)                                                         | 19.6 (67.3)                                                         | 29.6 (85.3)                                                         | 36.2 (97.2)                                                         | 37.4 (99.3)                                                         | 37.5 (99.5)                                                         | 35.7 (96.3)                                                         | 33.5 (92.3)                                                         | 29.4 (84.9)                                                         | 19.8 (67.6)                                                         | 12.0 (53.6)                                                         | 37.5 (99.5)                                                         |
| Trung bình ngày tối đa °C (°F)                                      | −3.5 (25.7)                                                         | 1.0 (33.8)                                                          | 8.0 (46.4)                                                          | 16.8 (62.2)                                                         | 23.8 (74.8)                                                         | 27.1 (80.8)                                                         | 28.9 (84.0)                                                         | 28.6 (83.5)                                                         | 24.8 (76.6)                                                         | 16.8 (62.2)                                                         | 6.1 (43.0)                                                          | −1.7 (28.9)                                                         | 14.7 (58.5)                                                         |
| Trung bình ngày °C (°F)                                             | −9.8 (14.4)                                                         | −5.3 (22.5)                                                         | 1.7 (35.1)                                                          | 10.3 (50.5)                                                         | 17.6 (63.7)                                                         | 21.9 (71.4)                                                         | 24.4 (75.9)                                                         | 23.4 (74.1)                                                         | 18.0 (64.4)                                                         | 10.2 (50.4)                                                         | 0.4 (32.7)                                                          | −7.4 (18.7)                                                         | 8.8 (47.8)                                                          |
| Tối thiểu trung bình ngày °C (°F)                                   | −14.8 (5.4)                                                         | −10.7 (12.7)                                                        | −3.9 (25.0)                                                         | 4.2 (39.6)                                                          | 11.6 (52.9)                                                         | 17.0 (62.6)                                                         | 20.4 (68.7)                                                         | 19.1 (66.4)                                                         | 12.1 (53.8)                                                         | 4.4 (39.9)                                                          | −4.6 (23.7)                                                         | −12.2 (10.0)                                                        | 3.5 (38.4)                                                          |
| Thấp kỉ lục °C (°F)                                                 | −27.0 (−16.6)                                                       | −24.7 (−12.5)                                                       | −21.5 (−6.7)                                                        | −8.5 (16.7)                                                         | 0.3 (32.5)                                                          | 6.8 (44.2)                                                          | 12.2 (54.0)                                                         | 5.5 (41.9)                                                          | −0.6 (30.9)                                                         | −7.9 (17.8)                                                         | −19.0 (−2.2)                                                        | −25.1 (−13.2)                                                       | −27.0 (−16.6)                                                       |
| Lượng Giáng thủy trung bình mm (inches)                             | 2.9 (0.11)                                                          | 3.3 (0.13)                                                          | 9.1 (0.36)                                                          | 27.3 (1.07)                                                         | 46.3 (1.82)                                                         | 78.0 (3.07)                                                         | 151.1 (5.95)                                                        | 138.8 (5.46)                                                        | 46.3 (1.82)                                                         | 32.0 (1.26)                                                         | 14.8 (0.58)                                                         | 3.4 (0.13)                                                          | 553.3 (21.76)                                                       |
| Số ngày giáng thủy trung bình (≥ 0.1 mm)                            | 2.0                                                                 | 1.7                                                                 | 3.1                                                                 | 5.1                                                                 | 7.9                                                                 | 10.5                                                                | 10.3                                                                | 9.4                                                                 | 6.0                                                                 | 5.1                                                                 | 3.4                                                                 | 2.2                                                                 | 66.7                                                                |
| Số ngày tuyết rơi trung bình                                        | 2.9                                                                 | 3.1                                                                 | 2.9                                                                 | 0.9                                                                 | 0                                                                   | 0                                                                   | 0                                                                   | 0                                                                   | 0                                                                   | 0.4                                                                 | 2.9                                                                 | 3.0                                                                 | 16.1                                                                |
| Độ ẩm tương đối trung bình (%)                                      | 54                                                                  | 50                                                                  | 48                                                                  | 50                                                                  | 55                                                                  | 71                                                                  | 82                                                                  | 82                                                                  | 72                                                                  | 63                                                                  | 59                                                                  | 57                                                                  | 62                                                                  |
| Số giờ nắng trung bình tháng                                        | 204.0                                                               | 205.7                                                               | 246.5                                                               | 243.3                                                               | 267.4                                                               | 230.2                                                               | 203.3                                                               | 222.4                                                               | 234.2                                                               | 216.5                                                               | 181.8                                                               | 184.0                                                               | 2.639,3                                                             |
| Phần trăm nắng có thể                                               | 69                                                                  | 68                                                                  | 66                                                                  | 61                                                                  | 59                                                                  | 51                                                                  | 44                                                                  | 52                                                                  | 63                                                                  | 64                                                                  | 62                                                                  | 65                                                                  | 60                                                                  |
| Nguồn 1: China Meteorological Administration                        |                                                                     |                                                                     |                                                                     |                                                                     |                                                                     |                                                                     |                                                                     |                                                                     |                                                                     |                                                                     |                                                                     |                                                                     |                                                                     |
| Nguồn 2: Weather China                                              |                                                                     |                                                                     |                                                                     |                                                                     |                                                                     |                                                                     |                                                                     |                                                                     |                                                                     |                                                                     |                                                                     |                                                                     |                                                                     |